# Mydas nitidulus
Mydas nitidulus är en tvåvingeart som beskrevs av Olivier 1811. Mydas nitidulus ingår i släktet Mydas och familjen Mydidae. Inga underarter finns listade i Catalogue of Life.